# Nationalforsamlingen (Afghanistan)
Nationalforsamlingen (ملی شورا) er Afghanistans nationale lovgivende forsamling. Det er et tokammersystem med:
- Meshrano Jirga (pashto: مشرانوجرګه)) eller "De Ældstes Hus": et overhus med 102 pladser.
- Wolesi Jirga (pashto: ولسي جرګه) eller "Folkets Hus": et underhus med 250 pladser.

| Politik | Spire Denne artikel om politik og ideologi er en spire som bør udbygges. Du er velkommen til at hjælpe Wikipedia ved at udvide den. |